# Tamizaje auditivo neonatal
Tamizaje auditivo neonatal es una prueba audiológica no invasiva utilizada para detectar problemas en la percepción del sonido o pérdida auditiva en los bebés. Es cribado, un método de detección cuyo propósito es intervenir lo más tempranamente posible con el objetivo de reducir las consecuencias negativas de una eventual afección auditiva en el desarrollo integral del bebé.

## Tamizaje auditivo

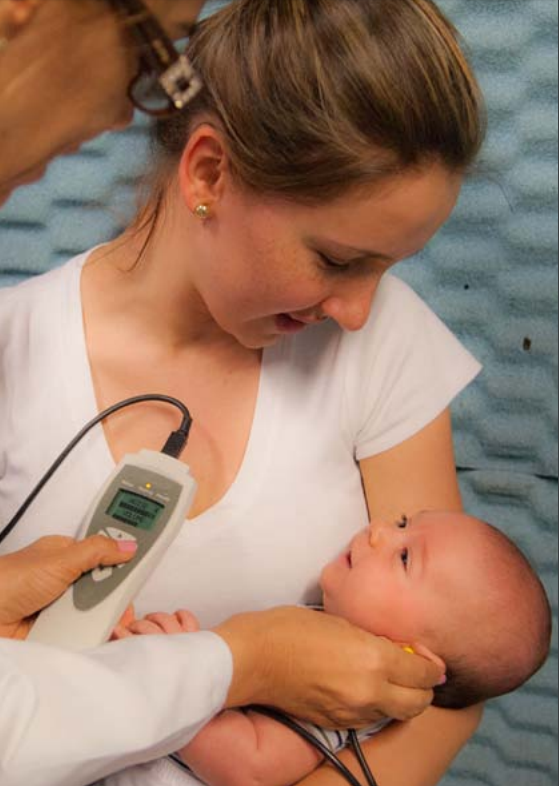

La Organización Mundial de la Salud (OMS) estimó en su informe mundial sobre la audición que en 2050 casi 2.500.000 de habitantes del planeta tendrán algún grado de pérdida auditiva y que por lo menos 700.000 habitantes del planeta necesitarán servicios de rehabilitación auditiva.Por eso el informe recomienda que los países adopten medidas políticas basadas en pruebas para prevenir, identificar y rehabilitar la pérdida auditiva.
Se sabe que la audición cumple un rol fundamental en el desarrollo del lenguaje oral, por eso, el objetivo de los programas de tamizaje auditivo neonatal es el reconocimiento temprano de las alteraciones auditivas para mejorar el desarrollo de la competencia lingüística de los niños con algún tipo de hipoacusia.El tamizaje auditivo es una evaluación auditiva que tiene como objetivo detectar problemas en la percepción del sonido para poder realizar un seguimiento de los bebés y niños pequeños que son sordos o con dificultad auditiva.
En los bebés a quienes no se les realiza el tamizaje auditivo neonatal, el diagnóstico de pérdida de audición se puede retrasar hasta 3 años.
El tamizaje auditivo se puede realizar años más tarde con adolescentes,pero este cribado  en bebés da como resultado un diagnóstico más temprano con mejores resultados en el futuro lenguaje que el niño adquirirá. La detección de la pérdida auditiva y enfermedades del oído en momentos específicos hace parte importante de la estrategia para identificar y rehabilitar la pérdida auditiva.
Existen programas de tamizaje auditivo neonatal en muchos centros sanitarios.  Los exámenes para realizar el tamizaje auditivo son las emisiones otoacústicas (EOA) o los potenciales auditivos del tronco cerebral automatizados (PEAT A).Este tamizaje auditivo, que se hace a las pocas horas del nacimiento,  consiste en colocar un pequeño audífono en el oído del bebe durante unos segundos y registrar su capacidad auditiva.Con un micrófono se miden las emisiones otoacústicas, que son sonidos tenues producidos por el movimiento electromóvil de las células ciliadas externas del oído.
La recomendación es realizar un tamizaje auditivo universal a todos los recién nacidos.